# St. Peter ad Vincula (London)

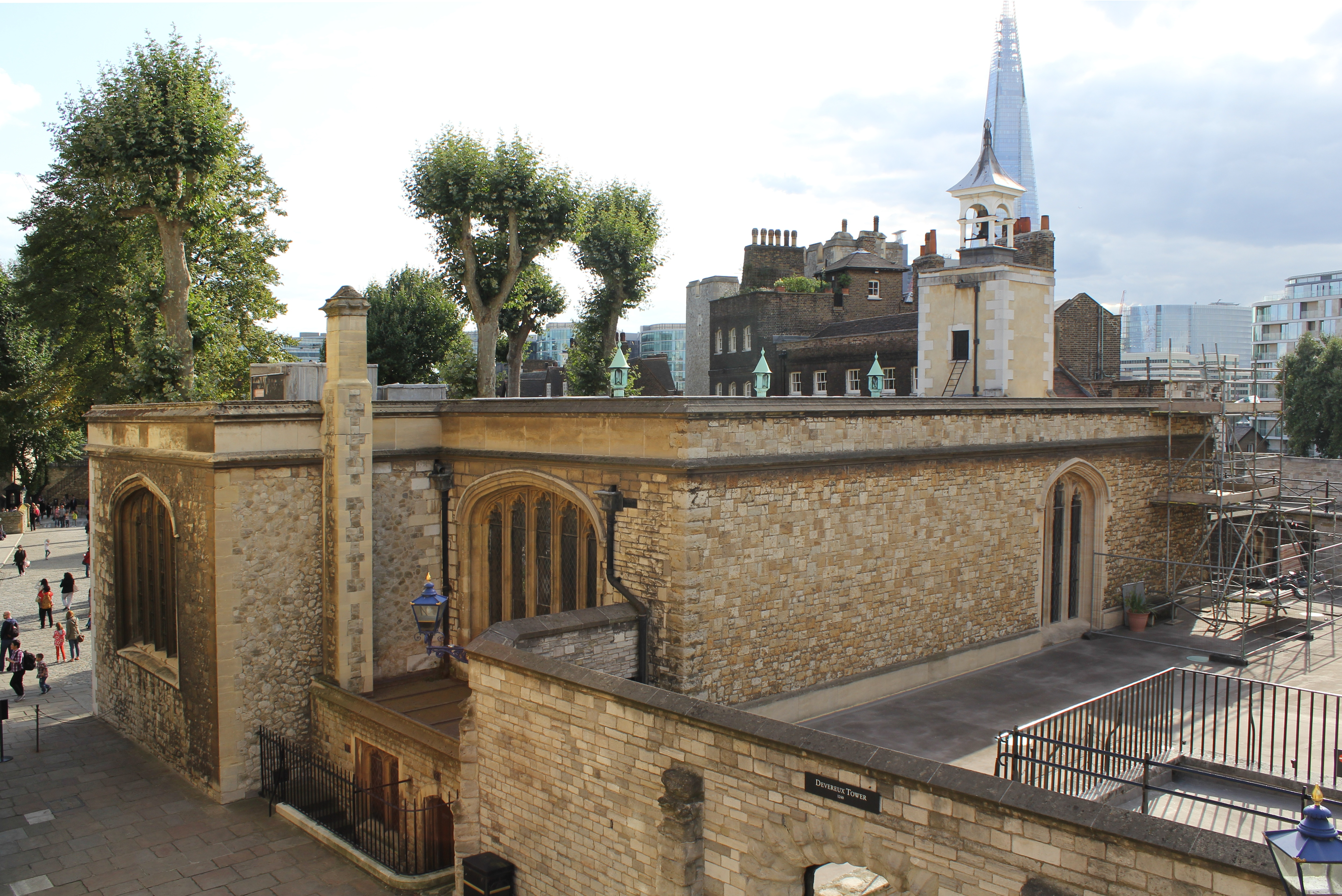
St. Peter ad Vincula auf dem Tower-Gelände

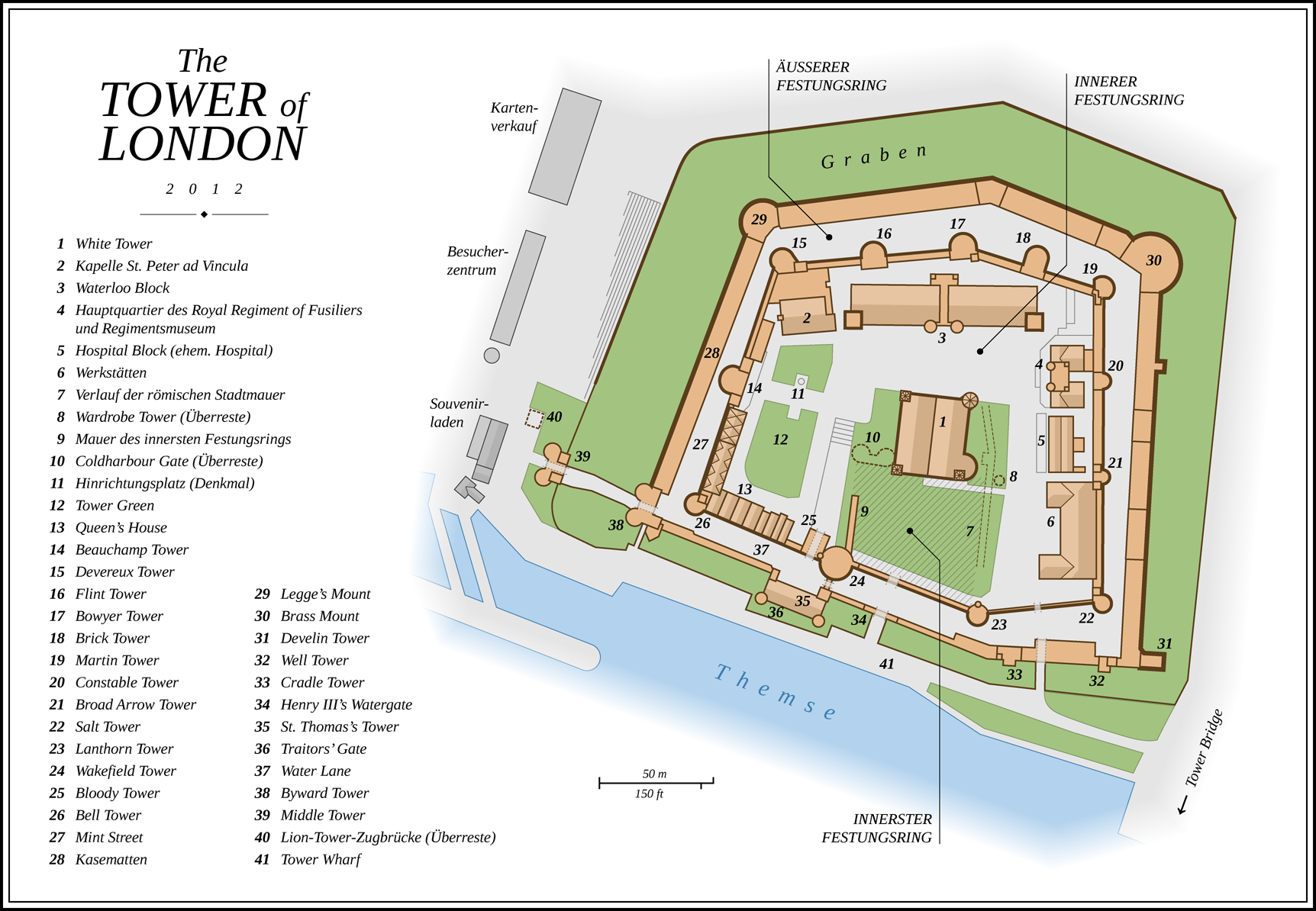
St. Peter ad Vincula (2) im Nordwesten des Inneren Befestigungsrings

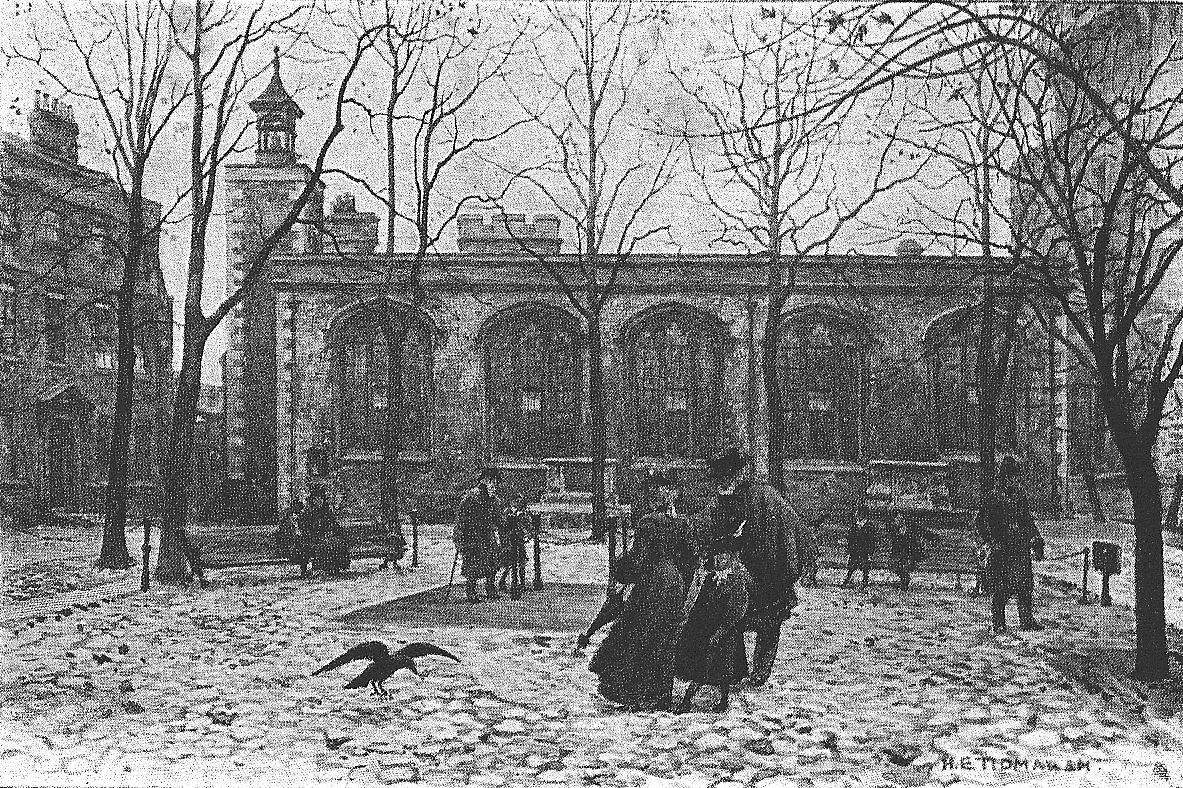
St. Peter ad Vincula im frühen 20. Jahrhundert

St. Peter ad Vincula (Sankt-Petrus-in-Ketten) ist die anglikanische Gemeindekirche auf dem Gelände des Tower of London für die Bewohner des Towers. Vermutlich geht sie auf eine Kirche aus der Zeit vor der normannischen Eroberung zurück. 
Das heutige Gebäude stammt im Wesentlichen aus dem 16. Jahrhundert. An dieser Stelle befand sich einst eine außerhalb des Towers gelegene Kirche, die seit 1240 allmählich in die Festung integriert wurde. Bekannt ist St. Peter ad Vincula vor allem als Ruhestätte zahlreicher Personen, die auf dem Tower Hill oder dem Tower Green hingerichtet wurden – unter ihnen Thomas Morus, Anne Boleyn und Catherine Howard.

## Geschichte
Die Kirche geht vermutlich auf Vorläuferbauten aus dem 9. Jahrhundert zurück. Die erste urkundliche Erwähnung findet sich im Jahr 1130. Zu dieser Zeit stand das Gebäude noch alleine außerhalb des Tower-Geländes. Die Baumeister des Towers erweiterten die Festungsanlagen in den 1230er Jahren so weit, dass die Kirche seitdem innerhalb der Festung liegt.
Die Kirche wurde mehrfach komplett neu aufgebaut: 1240, 1286–1287 und schließlich 1519–1520. In den Jahren 1670–1671 wurde der Kirchturm angebaut. Im 19. Jahrhundert fanden umfangreiche Renovierungen statt. Ein Vorbau aus dem 16. Jahrhundert wurde 1862 abgerissen. John Taylor ließ 1876–1877 den Kirchturm originalgetreu wiedererbauen. Neu schuf er eine Sakristei im Nordosten, ebenso wie ein achtpässiges Fenster im Westen, das einen Stilbruch zum restlichen Gebäude darstellt. Taylor ließ den Boden mit Marmor auslegen.
Seit 1966 besitzt die Kirche eine Chapel Royal. Im Jahr 1970–1971 wurden einige der Taylorschen Fassadenarbeiten wieder entfernt, ebenso wie dessen neugotisches Altarretabel und die von ihm gefertigte Kanzel.

## Architektur
In ihrer heutigen Form wurde die Kirche im 16. Jahrhundert vermutlich nach Plänen von William Vertue erbaut. Die Form besteht aus einem südlichen einfachen rechteckigen Kirchenschiff, und einem nördlichen Seitenschiff, das etwas kürzer aber genauso breit ist. Beide Schiffe sind durch einen Bogengang mit vier Bögen voneinander getrennt. Die Fenster sind dreiflügelig unter Flachen Bögen mit Ausnahme des Ostfensters im Hauptschiff, das fünfflügelig ist. Auf dem schmalen Kirchturm aus Backstein ist eine kleine Laterne, in der sich eine einzelne Glocke befindet.
Im Osten des Seitenschiffs liegen eine Piscina und ein heute verschlossenes Hagioskop.

## Orgel
Die Orgel ist ein modernes Instrument aus dem 20. Jahrhundert in einem historischen Gehäuse. Das Instrument wurde 1999 von dem Orgelbauer Létourneau (Canada) erbaut. Der Orgelprospekt wurde 1699 von dem Orgelbauer (Father) Bernhardt Schmidt für das Banqueting House im Palast von Whitehall angefertigt, als dieses in eine Chapel Royal umgewandelt wurde. Das Gehäuse wurde 1999 restauriert und teilweise rekonstruiert, und auf einem neuen Untergehäuse installiert, das im Stile Schmidts entworfen wurde. Das Instrument hat 30 Register auf zwei Manualen und Pedal. Die Spieltrakturen sind mechanisch (tracker action), die Registertrakturen sind mechanisch und elektrisch.
| I Great Organ C–a3 |               |        |
| 1.                 | Bourdon       | 16′    |
| 2.                 | Open Diapason | 8′     |
| 3.                 | Chimney Flute | 8′     |
| 4.                 | Principal     | 4′     |
| 5.                 | Conical Flute | 4′     |
| 6.                 | Nazard        | 2 ⁄3′  |
| 7.                 | Fifteenth     | 2′     |
| 8.                 | Tierce        | 1 3⁄5′ |
| 9.                 | Mixture IV    |        |
| 10.                | Trumpet       | 8′     |
|                    | Tremulant     |        |

| II Swell Organ C–a3 |                  |       |
| 11.                 | Violin Diapason  | 8′    |
| 12.                 | Stopped Diapason | 8′    |
| 13.                 | Viola da Gamba   | 8′    |
| 14.                 | Voix Celeste     | 8′    |
| 15.                 | Principal        | 4′    |
| 16.                 | Open Flute       | 4′    |
| 17.                 | Recorder         | 2′    |
| 18.                 | Nineteenth       | 1 ⁄3′ |
| 19.                 | Mixture IV       |       |
| 20.                 | Bassoon          | 16′   |
| 21.                 | Trumpet          | 8′    |
| 22.                 | Oboe             | 8′    |
| 23.                 | Clarion          | 4′    |
|                     | Tremulant        |       |

| Pedal C–f1 |             |     |
| 24.        | Contrabasse | 16′ |
| 25.        | Bourdon     | 16′ |
| 26.        | Principal   | 8′  |
| 27.        | Bourdon     | 8′  |
| 28.        | Choralbass  | 4′  |
| 29.        | Posaune     | 16′ |
| 30.        | Trumpet     | 8′  |

## Nutzung
Seit dem späten 19. Jahrhundert sind die Gräber Anne Boleyn († 1536), Catherine Howard († 1542), Jane Boleyn († 1542), Allen Apsley († 1630), Margaret Pole († 1541), Edward Seymour, 1. Duke of Somerset († 1551), John Dudley, 1. Duke of Northumberland († 1553) im Tower gesichert. Der Altar in St. Peter ad Vincula wurde mit den Wappen der dort liegenden versehen. Außerdem liegen in der Kapelle die Gräber von Thomas Morus († 1535), John Fisher († 1535) und William Howard, 1. Viscount Stafford († 1680). An Morus erinnert seit 1970 ein Grabmal, an dem Gläubige beten können.
An die Toten erinnern Grabsteine und Gedenkstätten. Dabei erinnern die historischen Grabstellen vor allem an ehemalige Offiziere des Towers selber. An John Holland, 2. Duke of Exeter († 1447), der 1951 in die Kirche umgebettet wurde, erinnert ein Grabmal mit Alabaster-Bildnissen des Dukes und seinen zwei Frauen. Darüber ist ein Baldachin mit vier Bögen und reichhaltiger Verzierung. Darauf Figuren von Tieren und Grotesken. Für Richard Cholmondeley († 1544) und seine Frau befindet sich dort ein Grabmal aus Alabaster mit gotischen Bildnissen.
Heute finden in der Kirche sonntags Gottesdienste statt. Für Touristen ist sie im Rahmen einer geführten Tour mit einem der Yeomen Warders zugänglich.